# Що скажуть люди?
Що скажуть люди? (англ. What Will People Say?) — американська драма режисера Аліс Гі 1916 року.

## У ролях
- Ольга Петрова— Персіс Кабот
- Фріц Де Лінт— Гарві Форбс
- Фрауні Фраутхольц— Віллі Енслі
- Джин Томас— Зоя Поттер
- Чарльз Дунган— сенатор Тейт
- Заді Бербанк— місіс Нефф
- Мерлін Рейд— Аліса Нефф
- Еленор Саттер— Мічетт
- Вільям А. Морс— Мюррей Тен Ейкі
- Джон Дадлі— Джеймс Кабот